# ختير حرشفي
ختير حرشفي (الاسم العلمي: Cortinarius pholideus)، نوع من الختير وفصيلة الختيريات. موطنه الأصيل في فلندا وبريطانيا العظمى والنرويج.